# كاستيلمانيو
كاستيلمانيو (Vivaro-Alpine :Chastèlmanh) هي بلدية صغيرة في مقاطعة كونيو في منطقة بيدمونت الإيطالية، وتقع على بعد نحو 80 كيلومتر (50 ميل) جنوب غرب تورينو ونحو 25 كيلومتر (16 ميل) غرب كونيو.
يتوزع سكان بلدية كاستيلماغنو بين القرى الصغيرة في إيناودي، كامبومولينو، كوليتو، نيروني، تشيوتي وتشيابي؛ "كاستيلمانيو" هو اسم الكيان البلدي، وليس مسمىً لأي قرية صغيرة. عامل الجذب الرئيسي هو قلعة سان ماجنو التي تقع على ارتفاع 1,761 متر (5,778 قدم) فوق مستوى سطح البحر.
تقع كاستيلمانيو على حدود البلديات التالية: تشيللي دي ماكرا، ديمونتي، درونيرو، مرمورا (بيدمونت)، مونتيروسو غرانا، برادليفس، سان داميانو ماكرا.

## المدن التوأم - المدن الشقيقة
كاستيلمانيو مدينة توأم مع:
- كويتينغو، إيطاليا (1975)